# Surfing vid olympiska sommarspelen 2020

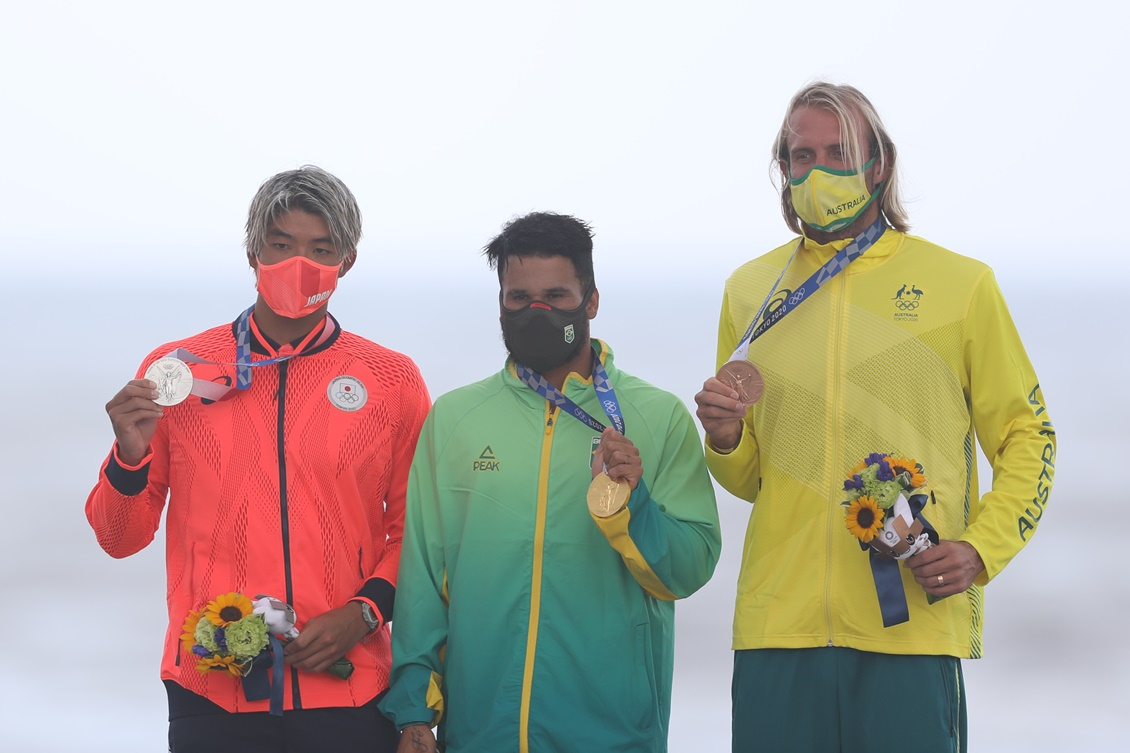
Medaljörerna i herrarnas tävling.

Surfing vid olympiska sommarspelen 2020 arrangerades mellan 25 och 27 juli 2021 vid Tsurigasaki Surfing Beach i Ichinomiya i Chiba prefektur, Japan. Utrymme fanns dock att förlänga tävlingarna fram till den 1 augusti om vågförhållandena skulle kräva detta. Tävlingarna skulle ursprungligen ha hållits mellan 26 och 29 juli 2020 men de blev på grund av Covid-19-pandemin uppskjutna.
Det var första gången någonsin som olympiska tävlingar i surfing genomfördes i och med att IOK i augusti 2016 beslutade att surfing skulle bli en av de nya sporterna på OS-programmet 2020. På programmet fanns en tävling för damer och en tävling för herrar som båda genomfördes i disciplinen shortboard.

## Medaljsammanfattning
| Surfing                       | Guld                     | Silver                     | Brons                  |
| Damernas tävling Detaljer...  | Carissa Moore USA        | Bianca Buitendag Sydafrika | Amuro Tsuzuki Japan    |
| Herrarnas tävling Detaljer... | Ítalo Ferreira Brasilien | Kanoa Igarashi Japan       | Owen Wright Australien |

Denna tabell: visa • redigera

## Medaljtabell
| Pl.    | Nation     | Guld | Silver | Brons | Totalt |
| ------ | ---------- | ---- | ------ | ----- | ------ |
| 1      | Brasilien  | 1    | 0      | 0     | 1      |
| 1      | USA        | 1    | 0      | 0     | 1      |
| 3      | Japan      | 0    | 1      | 1     | 2      |
| 4      | Sydafrika  | 0    | 1      | 0     | 1      |
| 5      | Australien | 0    | 0      | 1     | 1      |
| Totalt | Totalt     | 2    | 2      | 2     | 6      |

### Fotnoter
1. ↑  (16 juni 2021). Surfing Competition Schedule. Arkiverad 6 juli 2021 hämtat från the Wayback Machine. tokyo2020.org. Läst 21 juni 2021.
2. ↑  (Program från 31 juli 2019). Olympic Competition Schedule. tokyo2020.org. Läst 7 oktober 2019.
3. ↑  (30 mars 2020). IOC, IPC, Tokyo 2020 Organising Committee and Tokyo Metropolitan Government announce new dates for the Olympic and Paralympic Games Tokyo 2020. IOK. Läst 21 juni 2021.
4. ↑  Jones, Ian (3 augusti 2016). ”IOC approves five new sports for Olympic Games Tokyo 2020” (på engelska). IOK. https://www.olympic.org/news/ioc-approves-five-new-sports-for-olympic-games-tokyo-2020. Läst 16 augusti 2016.
5. ↑  Surfing. tokyo2020.org. Läst 9 oktober 2019.
6. ↑  (27 juli 2021). Surfing – Women – Finals. olympics.com. Läst 27 juli 2021.
7. ↑  (27 juli 2021). Surfing – Men – Finals. olympics.com. Läst 27 juli 2021.